# Jordan Díaz (beisbolista)

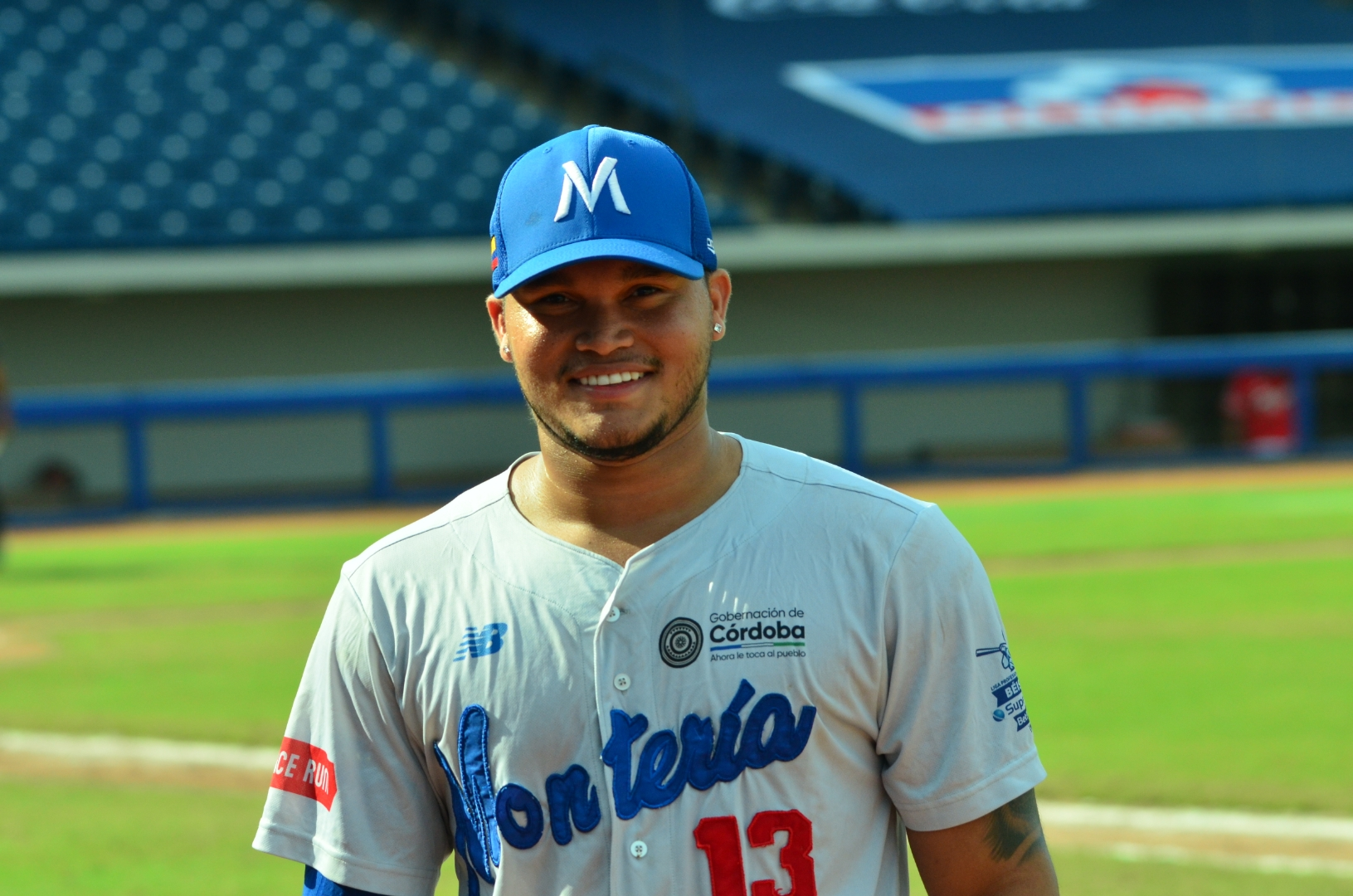
Jordan Díaz con Vaqueros de Montería

Jordan David Díaz Sandoval (Montería, Córdoba, 13 de agosto de 2000) es un beisbolista colombiano que juega como segunda base, se convirtió en el pelotero colombiano número 30 en debutar en Grandes Ligas.

## Carrera en la MLB

### Atléticos de Oakland
Luego del campeonato obtenido en la temporada 2016/2017 con Leones de Montería en la Liga Colombiana de Béisbol Profesional firmó el 3 de junio de 2017 con la organización de Oakland Athletics para la Dominican Summer League de Ligas Menores donde finalizó con promedio de bateo de .255 en 42 juegos, 14 carreras, 35 hits y 18 carreras impulsadas. 
En 2018 jugando con AZL Athletics en la Arizona League disputó 48 juegos anotando 23 carreras, 44 hits, 11 dobles, 2 triples, 1 jonrón y un promedio de bateo de .277 Acumulando en ligas menores un total de 98 juegos, anotando 39 carreras, 84 hits, un jonrón, 45 carreras impulsadas y un promedio de bateo de .260.
En el 2022 inició la temporada en Doble A con el equipo Midland RockHounds donde promedió .319 al bate con 15 cuadrangulares y 58 impulsadas, el 17 de agosto del mismo año fue ascendido a Triple A al equipo Las Vegas Aviators donde en 26 juegos bateó para .348 con 4 cuadrangulares y 25 impulsadas, el 18 de septiembre recibe el llamado para jugar con los Atléticos por lesión del jardinero Ramón Laureano, Jordan debuta como primera base enfrentando a los Astros de Houston donde conecta un hit en tres turnos al bate.
El 9 de mayo de 2023 Jordan se convirtió en el primer colombiano en conectar tres cuadrangulares en un juego, lo hizo ante los Yankees en el Yankee Stadium.

## Números usados en las Grandes Ligas
- 75 Oakland Athletics (2022)
- 13 Oakland Athletics (2023)

## Estadísticas en Grandes Ligas
| Año   | Equipo            | Liga | Juegos | VB  | C  | Hits | HR | CI | BA   |
| ----- | ----------------- | ---- | ------ | --- | -- | ---- | -- | -- | ---- |
| 2022  | Oakland Athletics | AL   | 15     | 49  | 3  | 13   | 0  | 1  | .265 |
| 2023  | Oakland Athletics | AL   | 90     | 272 | 20 | 60   | 10 | 27 | .221 |
| TOTAL |                   |      | 105    | 321 | 23 | 73   | 10 | 28 | .227 |

## Ligas Invernales - Otras Ligas
Jordan firma contrato con el equipo japonés Orix Buffaloes desde la temporada 2025.
| Equipo                   | Liga                                   | País                | Temporada |
| ------------------------ | -------------------------------------- | ------------------- | --------- |
| Leones de Montería       | Liga Profesional de Béisbol Colombiano | Bandera de Colombia | 2015-16   |
| Leones de Montería       | Liga Profesional de Béisbol Colombiano | Bandera de Colombia | 2016-17   |
| Leones de Santa Marta    | Liga Profesional de Béisbol Colombiano | Bandera de Colombia | 2018-19   |
| Vaqueros de Montería     | Liga Profesional de Béisbol Colombiano | Bandera de Colombia | 2019-20   |
| Vaqueros de Montería     | Liga Profesional de Béisbol Colombiano | Bandera de Colombia | 2020-21   |
| Vaqueros de Montería     | Liga Profesional de Béisbol Colombiano | Bandera de Colombia | 2021-22   |
| Vaqueros de Montería     | Liga Profesional de Beisbol Colombiano | Bandera de Colombia | 2022-23   |
| Vaqueros de Montería     | Liga Profesional de Beisbol Colombiano | Bandera de Colombia | 2023-24   |
| Naranjeros de Hermosillo | Liga Mexicana del Pacífico             | Bandera de México   | 2024-25   |
| Caimanes de Barranquilla | Liga Profesional de Béisbol Colombiano | Bandera de Colombia | 2024-25   |
| Orix Buffaloes           | Liga Japonesa de Béisbol Profesional   | Bandera de Japón    | 2025      |

## Copa Mundial Sub-23
En 2018 disputó los siete juegos con la Selección de béisbol de Colombia, anotó 4 carreras, 3 hits e impulso 1 carrera.
En 2021 hizo parte del roster en el cual Colombia se llevó la medalla de bronce al vencer a Cuba 5 por 3. En el torneo conectó dos cuadrangulares e impulsó siete carreras.

## Ligas Colombiana de Béisbol Profesional
- Campeón: (3) 
  - 2016/17 Leones de Montería
  - 2019/20 Vaqueros de Montería
  - 2022/23 Vaqueros de Montería
  - 2024/25 Caimanes de Barranquilla
- Subcampeón: (3) 
  - 2015/16 Leones de Montería
  - 2020/21 Vaqueros de Montería
  - 2021/22 Vaqueros de Montería
  - 2023/24 Vaqueros de Montería
- Jugador Mas Valioso
  - 2020/21 Vaqueros de Montería

### Estadísticas de bateo en Colombia
| Año     | Equipo                   | VB  | C  | Hits | HR | CI | BA   |
| ------- | ------------------------ | --- | -- | ---- | -- | -- | ---- |
| 2015/16 | Leones de Montería       | 11  | 0  | 2    | 0  | 1  | .181 |
| 2016/17 | Leones de Montería       | 15  | 2  | 4    | 0  | 1  | .266 |
| 2018/19 | Leones de Santa Marta    |     |    |      |    |    |      |
| 2019/20 | Vaqueros de Monteria     |     |    |      |    |    |      |
| 2020/21 | Vaqueros de Montería     | 66  | 8  | 24   | 2  | 25 | .364 |
| 2021/22 | Vaqueros de Montería     | 80  | 17 | 24   | 2  | 16 | .300 |
| 2022/23 | Vaqueros de Montería     | 109 | 26 | 37   | 3  | 20 | .339 |
| 2023/24 | Vaqueros de Montería     | 31  | 7  | 9    | 0  | 2  | .290 |
| 2024/25 | Caimanes de Barranquilla | 33  | 3  | 7    | 0  | 7  | .212 |
| TOTAL   |                          | 345 | 63 | 107  | 7  | 72 | .310 |